# Salangana muntanyenca
La salangana muntanyenca (Aerodramus hirundinaceus) és una espècie d'ocell de la família dels apòdids (Apodidae).

## Descripció
- Aspecte de falciot de mitjana grandària, amb 11–13 cm de llarg.
- Marró fosc per sobre i més pàl·lid per sota. Cua lleugerament forcada.

## Hàbitat i distribució
Vola sobre zones boscoses i camp obert, criant a l'interior de coves de Nova Guinea i Yapen.

## Subespècies
S'han descrit tres subespècies:
- A. h. baru (Stresemann et Paludan, 1932). Més fosc que la subespècie nominal. Habita a l'illa Yapen.
- A. h. excelsus (Ogilvie-Grant, 1914). Una mica més grossa que les altres subespècies. Habita a gran altitud, a la serralada de Sudirman, de l'oest de Nova Guinea.
- A. h. hirundinaceus (Stresemann, 1914). Viu a la major part de Nova Guinea.